# Kosten- und Erlöscontrolling
Im Kosten- und Erlöscontrolling werden die Kosten und Erlöse geplant und überwacht.
Dies kann in einer Ergebnisrechnung oder einer Profitcenterrechnung erfolgen, wo dann in der Regel ein Deckungsbeitrag ausgewiesen werden soll.
In der Controllingpraxis können nur die Einzelkosten direkt den Ergebnisobjekten zugeordnet werden. Wo dies nicht möglich ist, fallen die Kosten in den Gemeinkostenblock und müssen von dort via Umlagen, Leistungsverrechnungen oder der Prozesskostenrechnung auf die Ergebnisobjekt oder die Profitcenter verrechnet werden.